# Bierdorf (Dießen am Ammersee)
Bierdorf ist ein Gemeindeteil von Dießen am Ammersee im oberbayerischen Landkreis Landsberg am Lech. Das Dorf liegt einen Kilometer nördlich von Dießen.

## Geschichte
Bierdorf wird erstmals 1033 als Pierdorf genannt, der Name stammt vermutlich von dem althochdeutschen Wort für Birne: pira.
Bierdorf gehörte bis zur Säkularisation 1803 zur Klosterhofmark Dießen.
Bierdorf wurde als Ortsteil von Rieden am Ammersee am 1. Mai 1978 in den Markt Dießen am Ammersee eingemeindet.

## Baudenkmäler
Siehe auch: Liste der Baudenkmäler in Bierdorf und Liste der Bodendenkmäler in der Gemarkung Rieden am Ammersee
- Katholische Kapelle Mariä Heimsuchung